# Georges Contogeorgis
Geórgios Kontogeórgis (grec moderne : Γεώργιος Κοντογεώργης), ou Yórgos Kontogiórgis (Γιώργος Κοντογιώργης), connu à l’étranger sous le nom de Georges Contogeorgis (né en 1947 à Nydrí à Leucade en Grèce), est un universitaire, politologue et homme politique grec,. Son principal centre d'intérêt est la notion de citoyenneté. Dans ses réflexions, il cherche à replacer le citoyen au cœur de la Cité, à la place occupée par l'État, par l'utilisation de la théorie cosmosystémique en sciences sociales.

## Biographie

### Jeunesse et études
Georges Contogeorgis fait des études de droit à l'université nationale et capodistrienne d'Athènes, puis de science politique à Paris. Il étudie à l'EHESS et à l'université d'Assas, où il obtient un doctorat d'État.

### Parcours professionnel
En 1975, il est un des membres fondateurs de l'Association Hellénique de science politique (EEE) dont il est le premier secrétaire de 1975 à 1981.
En 1976, il obtient un poste d'enseignant en sciences politiques à l'Université Panteion d'Athènes. À partir de 1980, il est maître de conférences à la Faculté de droit de l'Université Aristote de Thessalonique. De 1984 à 1990, il est recteur de l'Université Panteion d'Athènes. Il est aussi directeur de recherche au CNRS. Il a été professeur invité à l'Institut d'études politiques de Paris, à l’Université de Montpellier, ainsi qu'à Pékin, Tokyo, Québec, Barcelone, Madrid et Florence. Il fut titulaire de la chaire Francqui à l’Université libre de Bruxelles. Il est membre de l’Académie Internationale de la Culture du Portugal (AICP).
Il devient, en 1985, Directeur général puis, en 1989, Président de ERT, la chaîne de télévision publique grecque. En septembre et octobre 1993, il est brièvement vice-ministre à la Présidence (Υφυπουργός Προεδρίας της Κυβέρνησης), chargé de la presse et des médias,, en intérim de Vyron Polydoras (en) au sein du gouvernement Mitsotakis.
Il s'est depuis consacré à ses activités universitaires et à ses publications.

## Publications
- (fr) La Théorie des révolutions chez Aristote, Librairie générale de droit et de jurisprudence, Paris, 1978.  (ISBN 2-275-01220-6) et  (ISBN 9782275012209)
- Système politique et politique, Athènes, 1985.
- (fr) Histoire de la Grèce, Coll. Nations d’Europe, Hatier, 1992.  (ISBN 2-218-03-841-2)
- La Grèce du politique, volume spécial de Pôle Sud n°18, Editions climats, 2003.  (ISBN 2-84158-226-4)
- (el) Le Phénomène autoritaire en Grèce, 4 août -21 avril. Essai d’interprétation., Papazissis, Athènes, 2003.  (ISBN 960-02-1714-9)
- (el) Le Cosmosystème hellénique,Tome 1er, Sideres, Athènes, 2006.  (ISBN 9789600803969)
- La Démocratie comme liberté, 2007.  (ISBN 978-960-16-2561-4)
- (el) Les Jeunes, la liberté et l'Etat, Ianos, Thessalonique, 2009.  (ISBN 978-960-6882-03-6)
- (el) La «démocratie hellénique» de Rigas Feraios [« Η Ελληνική δημοκρατία του Ρήγα Βελεστινλή »], Athènes, Paroussia,‎ 2008, 279 p., broché, 24 × 17 cm (ISBN 978-960-6652-08-0)[2] Le livre a été traduit et publié en langue bulgare, en 2009 ; en roumain en 2011
- « Manifeste pour une société des citoyens », Mediapart,‎ 8 juin 2011 (lire en ligne)
- (fr) L'Europe et le monde, L'Harmattan, Paris, septembre 2011  (ISBN 978-2-296-56135-9)
- (fr) De l'Europe politique, L'Harmattan, Paris, octobre 2011  (ISBN 978-2-296-55594-5)
- (el) Partitocratie et État dynastique, Κομματοκαρατία και δυναστικό κράτος, Pataki, Athènes, mars 2012.  (ISBN 978-960-16-4545-2)
- (el) Les Oligarques, Οι Ολιγάρχες, Pataki, Athènes, 2013.  (ISBN 978-960-16-5375-4)
- (el) Le Cosmosystème hellénique" Tome 2e, Το ελληνικό Κοσμοσύστημα, Sideres, Athènes, 2014.  (ISBN 978-960-08-0666-3)